# Alptoppens ros
Alptoppens ros är en sång skriven av Owe Thörnqvist, och inspelad av honom själv med Georg Riedels orkester, samt utgiven på singel 1961. Den innehåller joddling, och har blivit vanlig som allsång.

### Fotnoter
1. ↑  Svensk mediedatabas (1 december 1961). ”Alptoppens ros”. http://smdb.kb.se/catalog/id/001456043. Läst 22 juli 2013.
2. ↑  Västervikstidningen (18 juni 2013). ”Allsångspremiär i "Central Park"”. http://www.vt.se/nyheter/default.aspx?articleid=6457126. Läst 22 juli 2013.